# Sárkihíd
Sárkihíd (románul: Vălișoara), falu Romániában, Maros megyében.

## Története
Mezőszengyel község része. A trianoni békeszerződésig Torda-Aranyos vármegye Marosludasi járásához tartozott.

## Népessége
2002-ben 2 lakosa volt, ebből 2 román nemzetiségű.

## Vallások
A falu lakói közül 2 ortodox hitű.